# James Crawford
James „Sugar Boy“ Crawford (12. října 1934 – 15. září 2012) byl americký rhythm and bluesový pianista a zpěvák. Spolupracoval například s kytaristou Snooks Eaglinem. Je autorem hitu „Iko Iko“, který později nahráli například Dr. John nebo Grateful Dead.